# Feestversiering
Feestversiering is een vorm van decoratie die wordt opgehangen met als doel de omgeving vrolijk ('feestelijk') aan te kleden. Vaak is de aanleiding dat er een heuglijke gebeurtenis te vieren valt, zoals een verjaardag of geboorte, in andere gevallen kan het erom gaan een evenement of locatie, zoals een kermis, aantrekkelijker te maken voor bezoekers.
Als feestversiering kunnen onder meer slingers, vlaggetjes, ballonnen en feestverlichting dienen.
Met Kerstmis worden kerstbomen versierd met onder meer kerstballen en slingers.